# 本阿鲁斯
本阿鲁斯（突尼斯阿拉伯語： ben ɛarūsⓘ）是位于突尼斯东北部地中海沿岸的一个市镇，也是本阿鲁斯省的首府。

## 友好城市
- 法國圣艾蒂安